# (37763) 1997 GB3
1997 GB3 (asteroide 37763) é um asteroide da cintura principal. Possui uma excentricidade de 0.08156690 e uma inclinação de 9.35936º.
Este asteroide foi descoberto no dia 7 de abril de 1997 por Spacewatch em Kitt Peak.